# Ab Initio (schip, 2022)
De Ab Initio is een opleidingsschip van het Scheepvaart en Transport College van de STC-Group (STC), met hybride aandrijving. Het wordt gebruikt bij de binnenvaartopleidingen van STC, waar jonge mensen opgeleid worden als matroos, schipper of schipper/ondernemer. VMBO-scholieren en MBO-studenten Rijn- en binnenvaart gaan ermee varen. Als aan boord de ene helft van de leerlingen praktijk opdoet krijgt de andere helft theorielessen. Zo doen ze aan boord ervaring op met verschillende aandrijfmogelijkheden, zowel in het gebruik als het onderhoud ervan. HBO-studenten Maritieme Techniek kunnen er ‘fieldlab’-experimenten uitvoeren aan het schip en nieuwe mogelijkheden onderzoeken, zoals autonoom varen. De eerste groep HBO-studenten deed trillingsonderzoek. 
Het schip wordt ook ingezet voor bedrijven, die medewerkers willen na- en bijscholen. Maar het maakt ook, op speciaal verzoek van Stichting De Verre Bergen, tochten met Rotterdamse leerlingen uit groep 8, met als doel ze te interesseren in de binnenvaart.
Aan boord wordt samen gekookt en schoongemaakt, net als op een ‘gewoon’ binnenvaartschip. Elke hut, per hut gesponsord door een andere partij, heeft bedden van twee meter lang en heeft een eigen badkamer. Er is een apart damestoilet.  
Het schip vervangt de Prinses Beatrix en de Prinses Christina. Na zo'n 50 jaar trouwe dienst, waarvan 20 als opleidingsschip voor STC.

## Naam
Studenten werd in 2018 gevraagd mee te denken over het ontwerp en een naam te bedenken. Uit 200 inzendingen werd 'Ab Initio' gekozen, latijn voor ‘vanaf het begin’. 

## Bouw
In mei 2019 begon de aanbesteding en in maart 2020 werd de bouwopdracht gegund aan Concordia Damen in Werkendam. Die liet het casco in Servië bouwen. Bij de bouw is gebruik gemaakt van recyclebare materialen en de Ab Initio is uitgerust met de nieuwste navigatieapparatuur die er is. 
Er kan worden gevaren met een moderne Stage V-dieselmotor, maar ook elektrisch én op waterstof, via een brandstofcel. Het schip kan zelfs gedeeltelijk eigen energie opwekken via 200 vierkante meter zonnepanelen. De eenvoudig om te wisselen generatoren maken de Ab Initio bovendien geschikt voor toekomstige brandstoffen. Voor die voortstuwingsinstallatie met brandstofcellen op waterstof werd gebruik gemaakt van de Subsidie Duurzame Scheepsbouw met hulp van een aantal sponsoren. Gerekend wordt met 270 kilogram CO2-uitstoot per uur besparen.  
Via de Donau, Rijn, Waal en Merwede is het naar de werf van Concordia Damen in Werkendam geduwd, alwaar het is afgebouwd. De bedoeling was dat studenten stage zouden lopen tijdens de afbouw. Dat was niet mogelijk door de coronapandemie,
Op 25 augustus 2022 is het schip opgeleverd en overgedragen aan STC. Europarlementariër Caroline Nagtegaal-van Doorn (VVD) heeft vrijdag 2 september 2022, de eerste dag van de Wereldhavendagen, het nieuwe opleidingsschip ‘Ab Initio’ gedoopt in Rotterdam.